# 고려 오페라단
고려 오페라단은 민족과 역사적 인물을 주제로한 창작오페라를 작품화하여 민족정신의 확인과 회복을 통해 통일을 위한 국민적 감정과 문화적 토대를 준비하는데 기여할 목적으로 1994년 8월 설립된 대한민국 문화체육관광부 소관의 사단법인이다. 사무실은 서울특별시 관악구 봉천동 1686-1 삼대빌딩 B1에 있다.

## 주요 사업
- 애국심과 민족애를 주제로 한 창작물 제작, 공연
- 애국인사들을 소재로 한 창작오페라 보급
- 민족혼과 민족의식의 공통성과 동질성 회복의 작품제작, 공연